# Dryckeskultur

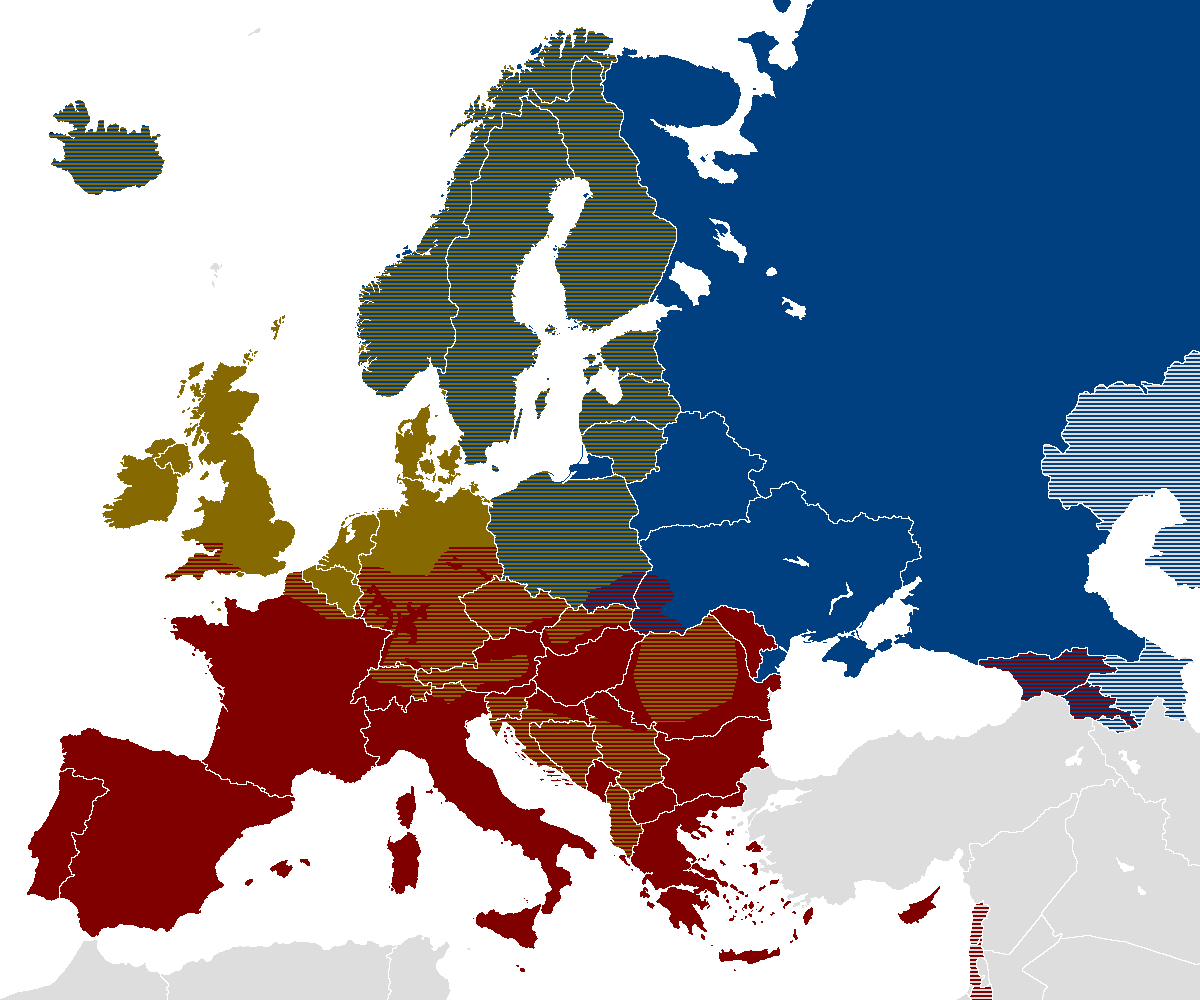
Traditionella alkoholdrycker i Europa: blått för spritdrycker, gult för öl och rött för vin.

Dryckeskultur betecknar ett mönster för hur alkoholhaltiga drycker intas bland befolkningen. 

## Sverige
Den traditionella svenska dryckeskulturen har varit närmast total avhållning de flesta av veckans dagar, följt av ett mycket högt intag öl och brännvin under en enda kväll i samband med social samvaro. I södra Europa dricker man ofta motsvarande mängd alkohol som måltidsdryck fördelat över veckans alla dagar, vanligen i form av vin som ibland är utspätt med vatten. På liknande sätt varierar dryckeskulturen mellan olika samhällsklasser. I Sverige har man sett en tendens under 1990-talet och framåt att dryckeskulturen närmar sig den sydeuropeiska. 